# Mesocyclops pseudomeridianus
Mesocyclops pseudomeridianus är en kräftdjursart som beskrevs av Danielle Defaye och Dussart 1989. Mesocyclops pseudomeridianus ingår i släktet Mesocyclops och familjen Cyclopidae. Inga underarter finns listade i Catalogue of Life.